# Liste des municipalités traversées par la rivière L'Assomption
 (juillet 2022).
Si vous disposez d'ouvrages ou d'articles de référence ou si vous connaissez des sites web de qualité traitant du thème abordé ici, merci de compléter l'article en donnant les références utiles à sa vérifiabilité et en les liant à la section « Notes et références ».
Cet article établit la liste des municipalités traversées par la rivière L'Assomption, un cours d'eau de la région administrative de Lanaudière, au Québec, au Canada.
| Municipalités                                      | Ponts |
| -------------------------------------------------- | --- |
| Saint-Côme                                         | Pont-du-Village (P-03271, il est renommé P-17585-2012)                                                                                              |
| Saint-Alphonse-Rodriguez                           | Pont des Rentiers "ancien Noir" (P-03239-1951) Pont Belleville (P-03242-1958)                                                                       |
| Sainte-Béatrix                                     | Pont Rouge (P-03256-1957) Pont Versailles (P-03255-1951) Pont des Dalles (P-03254-1980)                                                             |
| Sainte-Mélanie                                     | Pont de Rang-du-Domaine (P-15241-1976) |
| Notre-Dame-de-Lourdes                              | Pont Baril (P-14113-1971) |
| Joliette                                           | Pont Antonio-Barrette (P-03316-1932) Pont Baby (P-03317-1956) Pont Chevalier (P-14869-1975) Pont des Dalles (P-03261-1926) Pont Reed (P-03260-1960) |
| Saint-Paul                                         | Pont Beaudoin (P-03329-1938) |
| Saint-Gérard-Majella (fusionnée avec L'Assomption) | Pont Lafortune (P-15960-1991) |
| L'Assomption                                       | Pont Saint-Roch (P-03846-1958) Pont Reed-Séguin (P-03848-1920) Pont Grenier (P-09794-1966)                                                          |
| Le Gardeur (fusionnée avec Repentigny)             | Pont Rivest (P-03863-1966) |
| Repentigny                                         | Pont Benjamin-Moreau (P-09788N-1966 / P-09788S-1966)                                                                                                |
| Charlemagne                                        | Romuald-Charlemagne-Laurier (P-03827E-1964 / P-03827W-1963)                                                                                         |